# モンジョワ＝アン＝クズラン
モンジョワ＝アン＝クズラン （Montjoie-en-Couserans）は、フランス、オクシタニー地域圏、アリエージュ県のコミューン。

## 地理
ピレネー山脈の中にあるコミューンで、サン＝ジロンの市街地に含まれている。ピレネー・アリエジョワーズ地域圏自然公園の一部となっている。

## 人口統計
| 1962年 | 1968年 | 1975年 | 1982年 | 1990年 | 1999年 | 2006年 | 2012年 |
| ------ | ------ | ------ | ------ | ------ | ------ | ------ | ------ |
| 818    | 801    | 774    | 857    | 926    | 977    | 1032   | 1053   |

source=1999年までLdh/EHESS/Cassini、2004年以降INSEE